# Stichting Geschillenoplossing Automatisering
De Stichting Geschillenoplossing Automatisering (SGOA), is een onafhankelijk en onpartijdig Nederlands geschilleninstituut dat zich bezighoudt met informatietechnologie-geschillen. 

## Beschrijving
Het instituut, dat geen winstoogmerk heeft, is in 1989 opgericht. Het doel is het bemiddelen in- en het oplossen en indien nodig beslechten van geschillen op het gebied van ICT, in de ruimste zin van het woord. 
De geschillen kunnen bijvoorbeeld gaan over de vermeend gebrekkige uitvoering van een ICT-overeenkomst. Dit kan onder meer betrekking hebben op software, hardware, ICT-projecten, consultancy, telecommunicatie en/of internet. Ook geschillen over privacy en informatiebeveiliging kunnen aan de SGOA worden voorgelegd.  
SGOA wordt vooral benaderd voor arbitrage en mediation in ICT-geschillen. In de loop der jaren zijn er naast arbitrage en mediation nog verschillende andere vormen van geschillenbeslechting ontwikkeld, zoals het uitbrengen van deskundigenberichten, een bindend advies, een niet-bindend advies, ICT-conflictpreventie en rapid conflict resolution. 
Een bijzondere vorm van arbitrage is het arbitraal kort geding. Een conflict over een ICT-kwestie kan zo dringend zijn, dat onverwijld een voorlopige voorziening nodig is. Een spoedeisend geschil kan zich bijvoorbeeld voordoen als een lopend ICT-project zich op een cruciaal keerpunt bevindt en één der partijen weigert mee te werken. In een snelle arbitraal kort gedingprocedure bij de SGOA kan een voorlopige oplossing voor het probleem worden gevraagd. 
Iedereen kan voor het oplossen van een ICT-conflict beroep doen op de SGOA. Men behoeft als ICT-opdrachtgever of ICT-leverancier geen lid te zijn van een branche- of beroepsvereniging. Ook de overheidsrechter (rechtbank e.d.) die zich in een rechtszaak over een ICT-geschil moet buigen, kan het nodig oordelen dat hij zich door een ICT-deskundige laat voorlichten over de ‘ins en de outs’ van de kwestie, zeker als het een technisch complex ICT-geschil betreft. SGOA beschikt over diverse ICT-deskundigen die, volstrekt onafhankelijk, een objectief en deskundig advies aan de overheidsrechter kunnen geven.
Voor de uitvoering van geschillen maakt de SGOA gebruik van ervaren ICT-juristen en ICT-deskundigen. De uitvoering van een procedure wordt beheerst door een reglement, die een eerlijke en onafhankelijke procedure waarborgt.

## Geschillen
Veelvoorkomende geschillen die aan SGOA worden voorgelegd, zijn: 
- geschillen over vastgelopen ICT-projecten of projecten met een overschrijding van de overeengekomen projectduur
- geschillen over de kwaliteit van software en softwarespecificaties
- geschillen over de uitvoering van ICT-testen
- geschillen over vermeende fouten bij ICT-advisering
- geschillen over het eenzijdig "op zwart zetten" van websites of Clouddiensten
- geschillen over de betaling van ICT-diensten
- geschillen over outsourcing van ICT
- geschillen over het eenzijdig stoppen van een ICT-contract
- geschillen over gebrekkig ICT-projectmanagement
- geschillen over vernietiging van digitale data
- geschillen over namaak van software of inbreuk op softwarerechten
- geschillen over benedenmaatse beveiliging
- geschillen over verwerkersovereenkomsten en data-transfer overeenkomsten in het kader van dataprotectie.